# Christian Ludwig Traub
Christian Ludwig Traub (* 25. August 1783 in Herrenberg; † 11. Februar 1836 in Tuttlingen) war ein württembergischer Oberamtmann und Landtagsabgeordneter.

## Leben und Werk
Der Sohn des Kollaborators Christof Andreas Traub absolvierte eine Ausbildung zum Schreiber. Seine berufliche Laufbahn begann er 1810 als Oberamtsassistent beim Oberamt Aalen. 1811 wurde er Amtmann und Amtsschreiber in Schindelfeld (Oberamt Gaildorf). 1821 übernahm er die Leitung des Oberamts Gaildorf, zunächst als Amtsverweser und ab 1825 als Oberamtmann. 1829 wechselte er als Oberamtmann zum Oberamt Tuttlingen, wo er im Dienst starb. 
Zwischen 1819 und 1825 war Christian Ludwig Traub Landtagsabgeordneter für den Wahlbezirk Gaildorf.